# Восемнадцатое правительство Израиля
Восемнадцатое правительство Израиля (ивр. ממשלת ישראל השמונה עשרה‎) сформировано Менахемом Бегином 20 июня 1977 года, после парламентских выборов 1977 года. Это было первое правительство в израильской политической истории во главе с правой партией. Правящая коалиция включала блок Ликуд во главе с Бегином (в который вскоре после выборов вошла партия Шломцмион Ариэля Шарона), МАФДАЛ и Агудат Исраэль. В правительство вошёл также Моше Даян, избранный в Кнессет по списку Маарах;после назначения на пост министра он был исключен из партии стал независимым депутатом, хотя находился на посту министра в течение лишь четырёх месяцев .
При формировании правительства Бегин вёл переговоры с партией Демократическое движение за перемены (ДДП), которая на выборах получила 15 мест в Кнессете и была третьей по численности фракцией. Переговоры были завершены в октябре 1977 года, и ДДП получила четыре места в правительстве плюс пост заместителя премьер-министра (восемнадцатое правительство Израиля было первым, в котором было больше одного вице-премьера). Тем не менее, после распада коалиции в 1978 году все представители ДДП, за исключением Игаэля Ядина, покинули правительство.
Министр обороны Эзер Вейцман в мае 1980 оставил свой пост из-за конфронтации с Бегином и Шароном. После проведения операции «Литани» в Южном Ливане 1978 Вейцман предложил для стимулирования мирного процесса сформировать правительство национального единства, включив туда представителей блока Маарах. Эту идею Бегин отклонил, в связи с чем Вейцман выступил с критикой блока Ликуд. В продолжение спора с Бегином, Вейцман вступил в конфликт с Шароном по вопросу о поселениях на оккупированных территориях. В конечном счёте Вейцман создал новую партию совместно с Моше Даяном и был исключен из партии Ликуд.
Министр финансов Игаль Гурвиц также покинул правительство из-за разногласий внутри партии Ликуд, в январе 1981 года он вместе с двумя другими депутатами покинул Ликуд и создал партию Омец.
Восемнадцатое правительство Израиля находилось у власти до 5 августа 1981 года, когда было сформировано девятнадцатое правительство после выборов 1981.

## Состав правительства
| Должность                                               | Имя, фамилия                                    | Партийная принадлежность                                                    |
| ------------------------------------------------------- | ----------------------------------------------- | --------------------------------------------------------------------------- |
| Премьер-министр                                         | Менахем Бегин                                   | Ликуд                                                                       |
| Заместитель премьер-министра                            | Сима Эрлих                                      | Ликуд                                                                       |
| Заместитель премьер-министра                            | Игаэль Ядин (с 24 октября 1977)                 | Демократическое движение за перемены, Демократическое движение, Независимый |
| Министр сельского хозяйства                             | Ариэль Шарон                                    | Ликуд                                                                       |
| Министр связи                                           | Менахем Бегин (до 24 октября 1977)              | Ликуд                                                                       |
| Министр связи                                           | Меир Амит (24 октября 1977 — 15 сентября 1978)  | Демократическое движение за перемены                                        |
| Министр связи                                           | Ицхак Модаи (15 января 1979 — 22 декабря 1980)  | Ликуд                                                                       |
| Министр связи                                           | Йорам Аридор (с 5 января 1981)                  | Ликуд                                                                       |
| Министр обороны                                         | Эзер Вейцман (до 28 мая 1980)                   | Ликуд                                                                       |
| Министр обороны                                         | Менахем Бегин (с 28 мая 1980)                   | Ликуд                                                                       |
| Министр образования и культуры                          | Звулун Хаммер                                   | МАФДАЛ                                                                      |
| Министр энергетики и инфраструктуры                     | Ицхак Модаи                                     | Ликуд                                                                       |
| Министр финансов                                        | Симха Эрлих (до 7 ноября 1977)                  | Ликуд                                                                       |
| Министр финансов                                        | Игаль Горовиц (7 ноября 1979 — 13 января 1981)  | Ликуд                                                                       |
| Министр финансов                                        | Йорам Аридор (с 21 января 1981)                 | Ликуд                                                                       |
| Министр иностранных дел                                 | Моше Даян (до 23 октября 1979)                  | Независимый                                                                 |
| Министр иностранных дел                                 | Менахем Бегин (23 октября 1979 - 10 марта 1980) | Ликуд                                                                       |
| Министр иностранных дел                                 | Ицхак Шамир (с 10 марта 1980)                   | Ликуд                                                                       |
| Министр здравоохранения                                 | Элиэзер Шостак                                  | Ликуд                                                                       |
| Министр строительства                                   | Гидеон Пат (до 15 января 1979)                  | Ликуд                                                                       |
| Министр строительства                                   | Давид Леви (с 15 января 1979)                   | Ликуд                                                                       |
| Министр абсорбции                                       | Давид Леви                                      | Ликуд                                                                       |
| Министр торговли, промышленности и туризма              | Игаль Горовиц (до 1 октября 1978)               | Ликуд                                                                       |
| Министр торговли, промышленности и туризма              | Гидеон Пат (с 15 января 1979)                   | Ликуд                                                                       |
| Министр внутренних дел                                  | Йосеф Бург                                      | МАФДАЛ                                                                      |
| Министр юстиции                                         | Менахем Бегин (до 24 октября 1977)              | Ликуд                                                                       |
| Министр юстиции                                         | Шмуэль Тамир (24 октября 1977 — 5 августа 1980) | Демократическое движение за перемены, Демократическое движение              |
| Министр юстиции                                         | Моше Ниссим (с 13 августа 1980)                 | Ликуд                                                                       |
| Министр социального обеспечения                         | Менахем Бегин (до 24 октября 1977)              | Ликуд                                                                       |
| Министр социального обеспечения                         | Исраэль Кац (с 24 октября 1977)                 | Не был депутатом Кнессета                                                   |
| Министр по делам религий                                | Аарон Абухацира                                 | МАФДАЛ                                                                      |
| Министр транспорта                                      | Менахем Бегин (до 24 октября 1977)              | Ликуд                                                                       |
| Министр транспорта                                      | Меир Амит (24 октября 1977 — 15 сентября 1978)  | Демократическое движение за перемены                                        |
| Министр транспорта                                      | Хаим Ландау (с 15 января 1979)                  | Не был депутатом Кнессета1                                                  |
| Министр без портфеля                                    | Хаим Ландау (до 15 января 1979)                 | Не был депутатом Кнессета1                                                  |
| Министр без портфеля                                    | Моше Ниссим (10 января 1978 — 13 августа 1980)  | Ликуд                                                                       |
| Заместитель министра аппарата премьер-министра          | Йорам Аридор (до 28 декабря 1980)               | Ликуд                                                                       |
| Заместитель министра обороны                            | Мордехай Ципори                                 | Ликуд                                                                       |
| Заместитель министра финансов                           | Йехезкель Фломин (до 30 июля 1979)              | Ликуд                                                                       |
| Заместитель министра промышленности, торговли и туризма | Ицхак Перец (до 15 января 1977)                 | Ликуд                                                                       |

1 Хотя Ландау не был депутатом Кнессета 9-го созыва, ранее он был депутатом от партии Ликуд.